# Pygommatius nicobarensis
Pygommatius nicobarensis là một loài ruồi trong họ Asilidae. Pygommatius nicobarensis được Joseph & Parui miêu tả năm 1983.